# قره‌نوی
قره‌نوی (به لاتین: Qaranüy) یک منطقه مسکونی در جمهوری آذربایجان است که در شهرستان شمکور واقع شده است. قره‌نوی ۸۵۰ نفر جمعیت دارد.